# 1857
1857 (số La Mã: MDCCCLVII) là một năm thường bắt đầu vào thứ Năm trong lịch Gregory.

## Sinh
- 22 tháng 2 - Heinrich Hertz, nhà vật lý người Đức (m. 1894)
- 21 tháng 7 - Lê Khiết, một vị quan Triều Nguyễn (m. 1908)

## Mất
- 27 tháng 4 – Nguyễn Phúc Tĩnh An, phong hiệu Nghĩa Đường Công chúa, công chúa con vua Minh Mạng (s. 1833).
- 5 tháng 9 – Auguste Comte (s. 1798).
- Không rõ – Nguyễn Phúc Thận Huy, phong hiệu An Phục Công chúa, công chúa con vua Thiệu Trị (s. 1840).